# Caterina Canossa
Maria Caterina Canossa Scarselli o Catarina, nota anche come Caterina Canossa, Maria Catarina Scarselli e Caterina Scarselli (Bologna?, ... – ...; fl. XVIII secolo) è stata un'incisore italiana attiva nel XVIII secolo in ambito bolognese.

## Biografia
Maria Caterina Canossa era figlia di Laura Felice Lojani (?-1744) e di Giovanni Battista Canossa (1685-1747), reputato incisore e intagliatore in legno, in rame e di sigilli che aveva una bottega sotto i portici dell'Archiginnasio.
Caterina Canossa crebbe con due sorelle, Maddalena e Angiola, e un fratello, nessuno dei quali però seguì le orme paterne per quanto ci è dato sapere. L'unica fu Caterina che divenne allieva del padre Giovanni Battista, e «intaglia al par di lui eccellentemente in legno, a segno tale che si tengono i suoi intagli fatti a bulino, e non in legno.» Questo elogio che paragona la produzione xilografica della Canossa alle stampe calcografiche più precise, e la sua tecnica ai virtuosismi del padre, è di Luigi Crespi, compilatore nel 1769 di varie biografie di artisti bolognesi. In un altro passaggio, Crespi segnala che la Canossa «intaglia in legno con molta diligenza, e squisitezza.»

Per capire la qualità del lavoro dei Canossa e il contesto storico-artistico in cui operarono si cita un passaggio legato all'opera del padre: 
Secondo le fonti, Caterina Canossa si ispirò al lavoro della celebre Veronica Fontana. Nel corso della sua carriera realizzò alcune opere per l'editore Lelio della Volpe, andate perdute.
L'intagliatrice sposò un altro incisore rinomato, Alessandro Scarselli (1684-1773), anche miniaturista e copista e quasi coetaneo del padre di lei.
Nel 1769 Luigi Crespi la segnalava ancora vivente.

### L'oblio
Le informazioni riguardanti questa artista sono scarse.
È una delle 28 donne artiste al lavoro tra il XVII e il XVIII secolo a Bologna segnalate dal Crespi. Negli anni 2010 Caterina Canossa Scarselli è citata tra quelle di cui non si hanno opere attribuite o documentate.
Tuttavia, una pubblicazione del 2017 sulla xilografia emilana tra Seicento e Settecento lascia intravedere una possibile documentazione: «a parte la xilografia su tre legni qui citata, tutte le firme che si riferiscono a Giovanni Battista Canossa e a Caterina e Alessandro Scarselli sono falsi Barelli, tanto più convincenti in quanto lo stile dei tre intagliatori non è così lontano da quello delle matrici loro attribuite dall'antiquario milanese.»